# رولاند سينا
رولاند سينا (بالإسبانية: Rolando Sena)‏ هو لاعب كرة قدم مكسيكي في مركز الدفاع، ولد في 6 فبراير 1990 في سيوداد فيكتوريا في المكسيك. لعب مع Raya2 Expansión ‏.

## وصلات خارجية
- رولاند سينا على موقع قاعدة بيانات كرة القدم.إي يو (الإنجليزية)
- رولاند سينا على موقع Soccerway.com (الإنجليزية)